# Benito Juárez, Almoloya de Juárez
Benito Juárez är en ort i Mexiko, tillhörande kommunen Almoloya de Juárez i den västra delen av delstaten Mexiko, i den centrala delen av landet. Orten hade 2 342 invånare vid folkräkningen 2010.